# Stawell (Australia)
Stawell – miasto w Australii, w stanie Wiktoria.